# Стега црногорска и брдска
Стега црногорска и брдска представља први писани закон на подручју (старе) Црне Горе и Брда, који је донет 1796. године, а имао је свега шест чланова. Донет је на збору црногорских и брдских главара на Цетињу, недуго након битке на Мартинићима, у којој је мањим дијелом војске командовао владика Петар I Петровић Његош, док је над двије трећине командовао гувернадур Јован Радоњић, поразивши турску војску. Стегу је осмислио и саставио владика Петар, у жељи да оснажи везу између Црногораца и Брђана. Првопотписани на овом документу је гувернадур Јован Радоњић, док владичиног потписа у изворнику нема, те се многи историчари споре око ауторства Стеге. Документ је писан руком Алексејева, који и сам у једном писму каже како су једине владичине ријечи у тексту Стеге: „Јуда“ и „Бранковић“. Стега представља озакоњење заједничке борбе Црногораца и Брђана против Турака. Овај закон предвиђа само моралне санкције, чиме се првенствено апелује на савјест и част. Првим чланом се Бог позива у помоћ да се међусобно не издају. Другим се наглашава обавеза Црногораца да прискоче у помоћ било ком брдском племену које би Турци напали. Трећим чланом се прети проклетством од стране народа за сваког ко би издао. У четвртом се истиче да ће и потомство онога ко изда остати без части. Пети члан обавезује на заклињање да се овај закон поштује. Шестим чланом се обавезује Митрополија и нахије да чувају текст Стеге.